# Problem producenta i konsumenta
Problem producenta i konsumenta – klasyczny informatyczny problem synchronizacji. W problemie występują dwa rodzaje procesów: producent i konsument, którzy dzielą wspólny zasób – bufor – dla produkowanych (i konsumowanych) jednostek. Zadaniem producenta jest wytworzenie produktu, umieszczenie go w buforze i rozpoczęcie pracy od nowa. W tym samym czasie konsument ma pobrać produkt z bufora. Problemem jest taka synchronizacja procesów, żeby producent nie dodawał nowych jednostek gdy bufor jest pełny, a konsument nie pobierał gdy bufor jest pusty.
Rozwiązaniem dla producenta jest uśpienie procesu producenta w momencie gdy bufor jest pełny. Pierwszy konsument, który pobierze element z bufora budzi proces producenta, który uzupełnia bufor. W analogiczny sposób usypiany jest konsument próbujący pobrać z pustego bufora. Pierwszy producent, po dodaniu nowego produktu umożliwi dalsze działanie konsumentowi. Rozwiązanie wykorzystuje komunikację międzyprocesową z użyciem semaforów. Nieprawidłowa implementacja powyższego algorytmu może skutkować zakleszczeniem.
Rozważać można również nieco uproszczoną wersję problemu – z buforem o nieograniczonej pojemności, a także trudniejszą – z większą liczbą producentów i konsumentów.

## Rozwiązanie
W rozwiązaniu poniżej używamy dwóch semaforów: pusty oraz pełny. Semafor pusty jest opuszczany przed dodaniem do bufora. Jeśli bufor jest pełny semafor nie może być opuszczony i producent zatrzymuje się przed dodaniem. W następnym uruchomieniu konsumenta semafor jest podniesiony, co umożliwia producentowi dodanie jednostki do bufora. Konsument działa w analogiczny sposób.
```
semaphore
 pełny = 0

semaphore
 pusty = ROZMIAR_BUFORA

procedure
 producent() {
    
while
 (true) {
        produkt = produkuj()
        down(pusty)
        dodajProduktDoBufora(produkt)
        up(pełny)
    }
 }

procedure
 konsument() {
    
while
 (true) {
        down(pełny)
        produkt = pobierzProduktZBufora()
        up(pusty)
        użyjProdukt(produkt)
    }
}
```

Powyższe rozwiązanie działa poprawnie w przypadku, gdy istnieje tylko jeden producent i tylko jeden konsument. W czasie działania wielu procesów może dojść do próby jednoczesnego odczytania bądź zapisania produktu w buforze w tym samym miejscu.